# North Central Airlines
North Central Airlines (с англ. — «Северо-центральные авиалинии») — упразднённая местная (региональная) авиакомпания США. Была основана в 1944 году как Wisconsin Central Airlines, обслуживая сперва города Висконсина; в 1952 году штаб-квартира была перенесена в соседний штат Миннесота. Преимущественно обслуживала маршруты на Среднем Западе, а из-за своего логотипа получила прозвище «Утка Герман» (англ. Herman the duck). После дерегулирования американской авиации, в 1979 году объединилась с Southern Airways и была преобразована в авиакомпанию Republic Airlines.

## История
В 1939 году компания Four Wheel Drive Auto Company, которая располагалась в Клинтонвилле (Висконсин), была крупным производителем полноприводных передач и большегрузных автомобилей, когда её руководство пришло к выводу, что доставку некоторых деталей можно организовать по воздуху и это будет быстрее, по сравнению с поездом. Тогда в том же году один из грузовиков был обменян на поддержанный биплан производства WACO, а в самой компании создали лётный отдел. Однако данный самолёт нередко брали напрокат и местные деловые люди для частных полётов, предпочитая его автомобилю, и эти полёты пользовались популярностью, поэтому возникла идея расширить лётный отдел, преобразовав его в полноценную авиакомпанию. 
15 мая 1944 года было создано предприятие под названием Wisconsin Central Airlines (с англ. — «Висконсинские центральные авиалинии»), которое возглавил бывший рекламный агент автозавода — Фрэнсис Хиггинс (англ. Francis Higgins). В 1946 году Wisconsin Central стала выполнять полёты в 6 городов штата, доставляя воздушную почту по 43-му междугороднему почтовому маршруту, используя для этого две Cessna UC-78 Bobcats. Для дальнейшего расширения и увеличения пассажирских перевозок были приобретены три 9-местных Lockheed 10A Electra. Однако аэропорт Клинтонвилл, на котором изначально базировалась Wisconsin Central, оказался уже мал, поэтому в 1947 году авиакомпания перебралась в столицу штата — Мадисон, арендовала на местном аэродроме военный ангар, после чего начала выполнять почтовые перевозки по всему верхнему полуострову Мичигана, северо-восточной Миннесоте и Висконсину до Чикаго (Иллинойс).

Логотип Wisconsin Central Airlines

В том же 1947 году промышленный дизайнер Карл Брокен (англ. Karl Brocken), который был родом из Милуоки, создал знаменитый логотип — летящую утку-крякву синего цвета в кольце из слов  «Wisconsin Central». Утка ассоциировалась с полётами на Великими озёрами, а кольцо символизировало солнце и луну, означая, что полёты выполняются регулярно днём и ночью. С подачи пилота Билла Энджелкинга (англ. Bill Engelking), для утки было выбрано имя Герман (англ. Herman the Duck), однако в самой компании её прозвали «разорванной уткой» (англ. Ruptured duck).

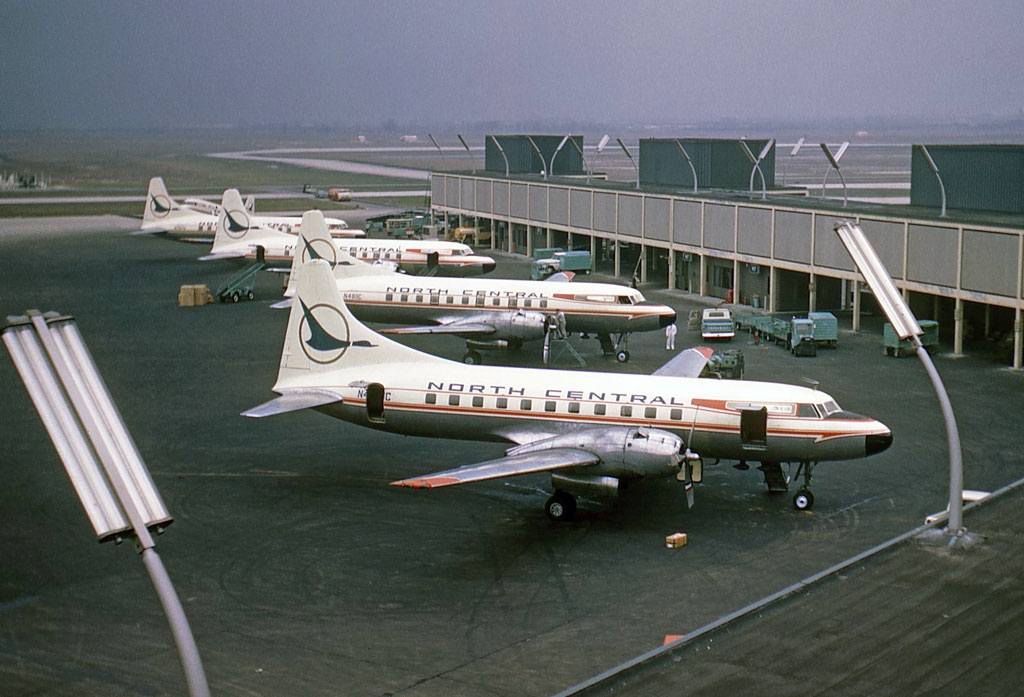
Convair 440 компании North Central в аэропорту О’Хара, Чикаго

24 февраля 1948 года началась эксплуатация «Локхид Электры» на пассажирских маршрутах; полёты совершались в 14 аэропортов в штатах Висконсин, Миннесота и Иллинойс. В 1949 году было уже перевезено уже 32 тысячи пассажиров, поэтому для удовлетворения потребностей возросшего спроса у Trans World Airlines были приобретены шесть 26-местных Douglas DC-3. В 1952 году Wisconsin Central прекратила аренду ангара в Мадисоне и перенесла свою штаб-квартиру уже в Миннеаполис — столицу Миннесоты, а базовым аэропортом стал Миннеаполис/Сент-Пол. В связи с переездом название авиакомпании было изменено на North Central Airlines, а в логотипе кольцо теперь стало из линии. В 1952 году из 18 существующих в стране крупных региональных авиакомпаний, North Central занимала 3-е место, после Frontier и Ozark, обслуживая 28 направлений к западу от озера Мичиган. Однако после переезда в Миннеаполис авиакомпания столкнулась с финансовыми проблемами, поэтому её президент Фрэнсис Хиггинс в декабре 1952 года покинул свой пост, а на его место пришёл бывший вице-президент Хэл Карр (англ. Hal Carr), при котором North Central Airlines избавилась от долгов и стала более устойчивой.
В 1953 году начались полёты уже на восточный берег Мичигана — в Детройт (штат Мичиган), а в 1959 году добавились Омаха (Небраска), Северная и Южная Дакоты. Воздушный флот насчитывал уже 32 самолёта DC-3, когда в 1958 году поступили, а в 1959 году начали эксплуатироваться пять Convair CV-340 с пассажировместимостью до 48 человек. Несмотря на то, что среди региональных авиакомпаний США в те годы были уже популярны турбовинтовые лайнеры, как например Fairchild F-27, руководство North Central сделало выбор в пользу несколько устаревших Convair, посчитав, что при той же пассажировместимости они обойдутся гораздо дешевле, будучи приобретёнными у Continental Airlines фактически за полцены. В 1960 году компания перевезла миллион пассажиров, став крупнейшим в стране региональным авиаперевозчиком; её самолёты летали уже в 90 городов, в том числе и в Канаду. В начале 1960-х годов начали поступить более современные CV-440; несколько CV-340 в свою очередь также были доработаны до модели 440. Успех развития North Central привёл к тому, что в 1963 году её за 800 тысяч долларов со сроком на два года наняло правительство США, чтобы она оказала помощь боливийской авиакомпании Lloyd Aéreo Boliviano в выходе из финансового кризиса.

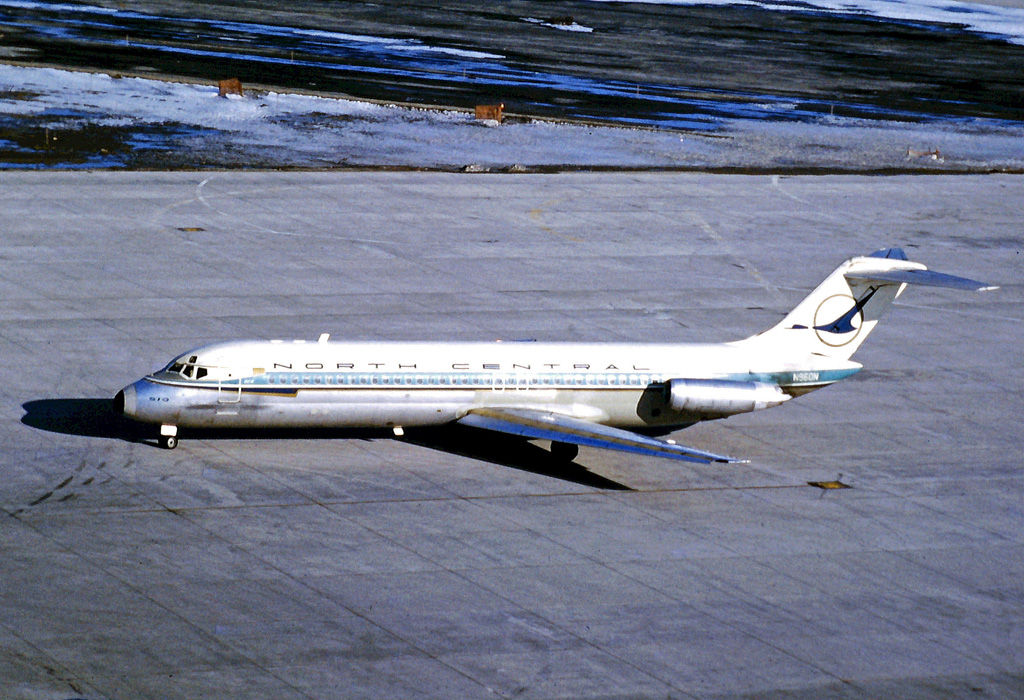
Douglas DC-9-31 компании North Central

В июле 1965 года North Central сделала заказ на пять турбореактивных Douglas DC-9-31 с пассажировместимостью в 100 человек, а 7 июня 1967 года поступил первый из них — борт N951N. В конце 1960-х годов началась модернизация поршневых Convair 340 и 440 до турбовинтовой модели CV-580 — данное решение позволило относительно недорого получить во флоте турбовинтовые самолёты, которые могли работать на коротких маршрутах, тем самым переведя DC-9 на более длинные. В 1969 году прекратилась эксплуатация DC-3 (последний рейс был выполнен 7 февраля) — из американских региональных авиакомпаний North Central эксплуатировала данные самолёты дольше всех; больше в её флоте не было поршневых авиалайнеров. Помимо этого, в 1969 году была введена в эксплуатацию компьютеризированная информационная система сопровождения производства IBM, а также система бронирования билетов  IBM ESCORT.
Хотя North Central Airlines работала в основном на Среднем Западе, её самолёты летали помимо него в Нью-Йорк (аэропорт Ла-Гуардия), Вашингтон (Национальный аэропорт), Бостон, Денвер, Тусон, а также канадские Торонто, Виннипег и Тандер-Бей. Флот DC-9-30 продолжал пополняться, а в 1976 году начала поступать новая модель — DC-9-50, которая вмещала уже до 125 пассажиров. Стоит отметить, что в 1973 году из-за нефтяного кризиса цены на авиационное топливо возросли вдвое, что соответственно увеличило и расходы. Однако North Central благодаря грамотной экономии продолжала показывать прибыль. В 1976 году она уже обслуживала 92 города в 17 штатах США и 2 провинциях Канады, а суммарная протяжённость её маршрутов достигала 12 800 миль (20 600 км).
24 октября 1978 года правительством был подписан Закон о дерегулировании авиакомпаний, после чего в том же году Совет по гражданской авиации прекратил контролировать тарифы, ввёл практику назначения нескольких перевозчиков на один маршрут и стал выдавать разрешения всем сертифицированным перевозчикам на свободный вход и выход с рынка. Фактически это означало то, что в американскую гражданскую авиацию вошёл свободный рынок. Тогда North Central Airlines начала вести переговоры с другой крупной региональной компанией — Southern Airways; сети маршрутов этих двух перевозчиков нигде не пересекались, хоть и стыковались в 11 городах. После урегулирования всех вопросов, 1 июля 1979 года Southern влилась в North Central, а образовавшаяся в результате слияния компания была названа Republic Airlines. После приобретения в 1980 году Hughes Airwest и присоединения к сети перевозок ещё 53 городов, Republic заняла первое место в стране по количеству обслуживаемых городов (свыше 200), однако в 1986 году была приобретена Northwest Airlines, которая в свою очередь в 2008 году вошла в состав Delta Air Lines.

## Происшествия
- 4 августа 1968 года — Convair CV-580 борт N4634S (заводской номер — 176) выполнял пассажирский рейс из Чикаго в Милуоки, когда при заходе на посадку в его передний багажный отсек врезалась частная Cessna 150. В результате столкновения погибли все три человека (пилот и 2 пассажира) на борту легкомоторного самолёта. У CV-580 оказалась повреждена правая силовая установка, а также получил травмы второй пилот, но никто не погиб. Лайнер благополучно совершил посадку и впоследствии был восстановлен. Причиной происшествия была названа ошибка экипажа Convair, который трижды получал предупреждения о другом самолёте, но не предпринял попыток уклонения от столкновения[17].
- 27 декабря 1968 года — Convair CV-580 борт N2045 (заводской номер — 369) выполнял пассажирский рейс из Милуоки в Чикаго, но при посадке из-за дезориентации пилотов авиалайнер после касания полосы подскочил вверх, а затем выйдя из-под контроля врезался в ангар. В результате катастрофы из находившихся на борту CV-580 45 человек погибли 27. Также на земле погиб 1 и были ранены 6 человек[18].
- 29 июня 1972 года — Convair CV-580 борт N90858 (заводской номер — 83) пролетая над северной оконечностью озера Уиннебейго (Висконсин) столкнулся в воздухе с Canada Twin Otter авиакомпании Air Wisconsin, после чего самолёты разрушились и упали в озеро. Погибли все находившиеся в обоих воздушных судах 13 человек: 5 на борту CV-580 и 8 на борту Twin Otter. Причиной происшествия была названа неосмотрительность обоих экипажей при полёте в условиях утренней дымки[19].
- 20 декабря 1972 года — Douglas DC-9-31 борт N954N (заводской номер — 47159, серийный — 231) выполнял рейс из Чикаго в Мэдисон, когда при взлёте в условиях тумана врезался крылом в хвост Convair CV-880 (борт N8807E) авиакомпании Delta Air Lines, упал на полосу и загорелся. В результате происшествия на борту DC-9 погибли 10 пассажиров и 35 были ранены; на борту CV-880 были ранены 10 человек, но никто не погиб. Причиной происшествия послужила ошибка диспетчера, который неверно сформулировал сообщение экипажу самолёта компании Delta, в результате чего тот не уточняя начал пересекать ВПП, с которой в тот момент начал взлёт самолёт компании North Central[20].
- 25 июля 1978 года — Convair CV-580 борт N4825C (заводской номер — 380) выполнял  пассажирский рейс из Каламазу в Детройт, когда во время взлёта в левый двигатель попала птица, в результате чего двигатель остановился. Из-за несимметрии тяги и замешательства экипажа, лайнер свернул влево, съехал с ВПП и врезался в кукурузное поле. В результате происшествия были ранены 3 человека, но никто не погиб[21].